# Jacob de Nimiuza
Jacob de Nimiuza (Jacobus, Ἰάκωβος Νιμούζα) (vers 360-450) fou un eremita sirià, extremadament auster, les particularitats del qual en les seves privacions són descrites per Teodoret al seu Philotheus.
Va viure uns 90 anys i encara era viu quan Teodoret va escriure aquesta obra a mitjan segle v (Teodoret, Philotheus s. Historia Religiosa, 100.25.)